# Mitsubishi 4G54
Mitsubishi 4G54 — бензиновый четырёхцилиндровый рядный двигатель производства компании Mitsubishi Motors из серии 4G5 «Astron». Двигатель устанавливался на многие автомобили Mitsubishi: Debonair, Sigma, Pajero, Starion и другие, в том числе и на автомобили других марок (например Mazda B2600, Dodge Ram 50).

## Конструкция
Рядный четырёхцилиндровый двигатель, головка блока цилиндров с полусферической камерой сгорания, с одним верхним распредвалом (SOHC), приводимый двухрядной цепью, два клапана на цилиндр. Поршневые пальцы запрессованы в шатуне. Коленчатый вал кованый, полноопорный.
С 1975 года применяется система с названием «Silent Shaft»: два балансирных вала, приводимые отдельной цепью (совместно с маслонасосом). На некоторых модификациях такая система отсутствует. Версии с гидрокомпенсаторами зазоров носили индекс 4G54B.
Некоторые модели двигателей 4G54 отличались установочными размерами присоединения к АКПП. На одной модели межцентровое расстояние между центрирующими втулками 335 мм, на другой модели 310 мм. Диаметр маховика 307 мм, против 282 мм. Диаметр коренных шеек коленчатого вала 60,00 мм, против 66,00 мм. Следовательно, эти двигатели не взаимозаменяемы из-за разных установочных размеров с КПП. По параметрам коленчатого вала (диаметр коренных шеек коленчатого вала 66,00 мм,) определяется, что такие двигатели устанавливались на автомобили MITSUBISHI DEBONAIR - А32.33, смотри таблицу  http://www.contiteh.ru/page834, выпускавшиеся в семидесятые годы прошлого века.

## Варианты исполнения

### Jet Valve
Версии двигателя для Соединенные Штаты Америки имели отдельный небольшой впускной клапан именуемый «Jet Valve». Этот клапан подавал в камеру сгорания дополнительную порцию воздуха, что позволяло использовать обеднённую смесь топлива на некоторых режимах для снижения уровня выбросов.

### ECI-Multi
Впрыск топлива с электронным управлением на двигателе 4G54 был применён в 1987 году. Такая версия двигателя была названа «Astron II»
- 131 л.с. при 4750 оборотах в минуту и 212 Н·м при 3750 оборотов в минуту (бензин АИ-92)
- 137 л.с. при 4750 оборотах в минуту и 220 Н·м при 4000 оборотов в минуту (бензин АИ-95)
- Степень сжатия: 9.2:1
- использование: Mitsubishi Magna

### Карбюраторные версии
До 1989 года устанавливался двухкамерный карбюратор Mikuni 30-32 DIDTA, с 1989 года — 32-35 DIDTA. Карбюраторы с пневматическим приводом дроссельной заслонки вторичной камеры, автоматическим пусковым устройством. На некоторых версиях (в основном на машинах с катализатором) устанавливался карбюратор Mikuni с электронным управлением. Топливный насос механический, диафрагменного типа.
- 103 л.с. при 5000 оборотах в минуту и 188 Н·м при 2500 оборотов в минуту
- Степень сжатия: 8,4:1
- использование:
  - Mitsubishi Pajero (модели L042, L047 (1982—1991 годы), V12, V32 (1991—1999 годы));
  - Mitsubishi Jeep (модели J27, J37, J47, J57)
  - Plymouth Fire Arrow 1978-1980
  - Mitsubishi Sapporo 1978-1983
  - Mitsubishi Debonair 1978-1986
  - Dodge Ram 50 1979-1989
  - Mitsubishi Sigma1980-1987
  - Dodge Aries/Plymouth Reliant 1981-1985
  - Chrysler LeBaron 1982-1985
  - Chrysler Town and Country 1982-1985
  - Dodge 400 1982-1983
  - Chrysler E-Class 1983-1984
  - Chrysler New Yorker 1983-1985
  - Plymouth Voyager 1984-1987
  - Plymouth Caravelle 1985
  - Mazda B2600 1986-1989
  - Dodge Raider 1987-1989

### Turbo
Устанавливался турбонаддув с промежуточным охлаждением нагнетаемого воздуха и централизованный впрыск топлива (ECI — две форсунки в корпусе дроссельной заслонки), на некоторые начальные версии интеркулер не устанавливался. Такая версия является первым серийным японским двигателем с турбоддувом и электронным впрыском топлива.
Топливный насос — электрический, выносной. Применяемый турбонагнетатель — TD05-12A собственного производства.
- 175 л.с. при 5000 оборотах в минуту и 314 Н·м при 3000 оборотов в минуту (бензин Premium (АИ-98))
- Степень сжатия: 7:1
- использование: Mitsubishi Starion (версия GSR-VR, 1988—1990 годы)

### Версии для автоспорта
В 1988 году на гоночной версии Pajero для гонки Париж-Дакар был установлен турбонагнетатель TD06-19C , что позволило «снять» мощность 330 л.с. Эти нагнетатели использовались только для заводских команд Ralliart и не были выставлены на продажу.